# Harry Kim
Harry Kim  je lik iz Zvjezdanih staza: Voyager. Glumi ga Garrett Wang.

## Akademija Zvjezdane flote
Pohađao je Akademiju Zvjezdane flote od 2366. do 2370. Tokom zadnje godine na Akademiji imao je cimera Jamesa Mooney MacAllistera, koji je učio cijelo vrijeme, zbog čega Kim nije mogao zaspati te je zato počeo nositi masku za spavanje, koja ga je navodno posjećala na vrijeme dok je bio "u trbuhu". Čak i nakon dolazka na Voyager nastavio je nostiti tu masku. MacAllister je znatno pomogao Kimu, osobito na četvrtoj godini s kemijom.
Tijekom boravka na Akademiji, Kim se sprijateljio s Lyndsay Ballard. Čak je i promijenio svoj školski raspored kako bi mogao ići na predavanja s njom.
Bio je urednik školskog časopisa, u kojem je i napisao kontroverzni članak o Makijima i Kardasijancima. Nakon diplomiranja zatražio je da pristupi Voyageru.

## Voyager
Nakon što je završio Akademiju Zvjezdane flote 2370., postao je časnik na USS Voyageru. Zajedno s Voyagerom odlazi na makijsko-kardsijansku granicu kako bi istražili nestanak makijskog broda u 'Pustinji'. U 'Pustinji' bivaju odvučeni u Delta kvadrant od strane Skrbnika (eng. Caretaker).
2371. godine, posada je otkrila veliko groblje. Kada su zatražili da ih se prebaci natrag na Voyager, Kim biva povučen kroz potprostorni "mjehur" na planet u paralelnom svemiru. Stanovnici tog planeta su vjerovali da je došao iz zagrobnog života. Otkrivši im kako nije umro i da ne poznaje njihove umrle rođake uzrokovao je krizu u vjeri tih ljudi.
Godine 2372. upao je u prostorno-vremenski poremećaj i završio na Zemlji, u alternativnoj stvarnosti. Iako je bio sretan što je ponovo vidio svoju zaručnicu Libby, ipak se odlučuje vratiti u svoju stvarnost, na Voyager. Iste godine prostorni fenomen je duplicirao Voyager. Nesvjesni da postoje dva Voyagera, obje posade su pokušale stabilizirati rastuću količinu antimaterije bombardiranjem protonima. Jedan od dva broda ispalio je protone prvi, pa je teško oštetio onaj drugi. Harry biva "usisan" u svemir na trupu broda. Kada je neoštećeni Voyager bio prisiljen uništiti se zbog napada Vedienaca, Harry i tek rođena Naomi Wildman su prešli na drugi Voyager.
Godine 2373. dok je bio na misiji, Harry se zarazio taresijanskim, genetički proizvedenim, retrovirusom. Virus mu je u pamćenje pohranio sjećanje koje ga je tjeralo da ode na Taresiju. Tamošnje žene su ga pokušavale uvjeriti da on zaista potječe s Taresije. Kada je Kim saznao da su Taresijanke htjele izvući genetski materijal iz njega, pobjegao je s planeta.
Godine 2374. Voyager dolazi do borgovskog područja, kroz koje moraju proći ako se žele vratiti u Alfa kvadrant. Kapetanica odlučuje stati na stranu Borga u sukobu s Vrstom 8472 u zamjenu za siguran prolazak kroz njihovo područje. U tom sukobu Kim je teško ozljeđen. Doktor ga ipak spašava, koristeći modificirane borgovske nanosonde.
2376. godine posada Voyagera je ugradila motor s kvantno-mlaznim pogonom. Zbog otklona u prolasku Voyagera kroz kvantno-mlazni tunel, Harry i Chakotay su kroz tunel išli ispred Voyagera u Delta Flyeru. Kada je otklon počeo rasti, Harry nije uspio poslati popravak otklona Sedmoj od Devet, ali ga je ona primila od nepoznatog izvora. Kasnije se saznalo da je prepravak Sedmoj poslao Harry iz budućnosti iz alternativne linije. U jednoj vremenskoj liniji Harry će biti oženjen za Linnis Paris, kćerkom Toma i Kes, i imat će s njom sina Andrewa. U drugoj liniji će biti kapetan broda Rhode Island 2400. godine.
Tijekom zadnje godine na Voyageru, Kim je pomogao pokoriti Borg i uništiti Unimatricu 0. Vratio se u Alfa kvadrant zajedno s posadom.

## Privatni život
Harry Kim rođen je 2349. u Južnoj Karolini. Zanimao ga je sport, umjetnost i glazba. Smatra se da je bio kršćanin jer se u epizodama može vidjeti krunica u njegovoj sobi. Svirao je klarinet na Julliardu.
Nakon dolaska u Delta kvadrant Kim se brzo sprijateljuje s Tomom Parisom. Zajedno s Parisom velik dio svog slobodnog vremena provodi u holodeku, smišljajući razne holoprograme s tematikom iz povijesti Zemlje tijekom 20. stoljeća. Najdraži holoprogram su im bile svemirske avanture kapetana Protona.
Harry je imao djevojku Libby, koju je upoznao slučajno na Ktarijanskom glazbenom festivalu, jer je sjeo na njezino sjedalo. Trebalo mu je tri tjedna da skupi hrabrost i pozove ju na spoj. I nakon što je prebačen u Delta kvadrant, i dalje ju je volio. 2374., se zaljubio u Sedmu od Devet tek što se odvojila od Kolektiva, no pošto Sedma nije razumjela ljudske osjećaje, Kim biva odbijen. Bio je zaljubljen i u hologram, koji je zapravo bio vrsta inkarnacije usamljene žene koja je koristila Voyagerove holoemitere kako bi imala društvo. Bio je zaljubljen i u članicu posade Megan Delaney, iako ga je voljela njezina sestra-blizanka Jenny.  Harry se jako zaljubio i u Tahl zbog posebne poveznice zvane olan'vora, kojom se zarazio zbog intimnih odnosa.
Harry je bio jako blizak svojim roditeljima, Mary i Johnu. Svaki tjedan se čuo s njima. Odvojenost od roditelja ga je jako pogađala.

## Vanjske poveznice
- Star Trek biografija Harryja Kima  Arhivirana inačica izvorne stranice od 28. listopada 2007. (Wayback Machine)
- Garrett Wang na IMDB